# Ranunculus fallax
Ranunculus fallax — вид рослин родини Жовтецеві (Ranunculaceae), поширений у Європі від Швейцарії до Росії.

## Опис
Багаторічна трава заввишки 20–40 см. Стебло випростане, розгалужене, стеблові листки цілі або зубчасті. Приземлені листки несхожі на стеблові, найчастіше 2–5, довгочерешкові. Віночок жовтий. Цвіте у квітні — травні.

## Поширення
Поширений у Європі від Швейцарії до Росії. Росте у світлих листяних лісах і луках.